# Yu Hai
Yu Hai (于海S, Yú HǎiP; Luoyang, 4 giugno 1987) è un ex calciatore cinese, di ruolo difensore.

## Carriera

### Club
Ha giocato nella prima divisione cinese ed in quella olandese.

### Nazionale
Tra il 2009 ed il 2018 ha totalizzato complessivamente 72 presenze e 11 reti con la nazionale cinese, con cui ha anche preso parte alla Coppa d'Asia 2011.

## Palmarès

### Club

#### Competizioni nazionali
- Campionato cinese: 2

Shanghai SIPG: 2018, 2023
- Coppa della Cina: 1

Guizhou Renhe: 2013
- Supercoppa di Cina: 1

Shanghai SIPG: 2019